# Nhà thờ Thánh Michael Tổng lãnh thiên thần ở Ladomirová
Nhà thờ Thánh Michael Tổng lãnh thiên thần ở Ladomirová (tiếng Slovakia: Chrám svätého Michala archanjela v Ladomirová) là một nhà thờ được xây dựng bằng gỗ, tọa lạc ở làng Ladomirová, vùng Prešov, Slovakia. Nhà thờ được xây dựng mà không cần dùng đến một chiếc đinh nào. Vào ngày 7 tháng 7 năm 2008, nhà thờ Thánh Michael Tổng lãnh thiên thần ở Ladomirová cùng với bảy di tích khác đã được UNESCO công nhận là di sản thế giới với tên gọi "Nhà thờ gỗ của người Slovakia thuộc khu vực núi Carpathian".

## Lịch sử
Nhà thờ Thánh Michael Tổng lãnh thiên thần ở Ladomirová được xây dựng vào năm 1742 trên địa điểm trước đó từng tồn tại một nhà thờ được xây dựng vào năm 1600. Trong Chiến tranh thế giới thứ hai, một phần của nhà thờ bị hư hại nhưng đã được phục hồi vào năm 1946.

## Miêu tả
Nhà thờ là một tòa nhà đơn giản gồm ba gian được xây trên một mặt bằng hình vuông với gian giữa mở rộng ở giữa, được bao phủ bằng một mái vòm gỗ.
Tháp chuông bằng gỗ được xây dựng ở mặt phía nam của nhà thờ. Tòa tháp chuông này có kết cấu hình cột, được bảo đảm bằng các tấm ván vân dọc. Tháp chuông cũng từng bị hư hại do cây đổ, hiện nay đã được phục dựng lại nguyên trạng.